# Фридриха Энгельса (посёлок)
Фридриха Энгельса (до 1920-х — станица Казачий Бугор (также Казачебугровская)) — бывший посёлок, присоединён к Астрахани в 1938 году. Посёлок располагался при ерике Казачьем, на левом берегу волжской протоки Болда, к востоку от центра современной Астрахани. В настоящее время — в составе Ленинского района города Астрахани.

## История
В 1737 году в Астрахани были поселены донские казаки. Они составили так называемую трёхсотенную команду. В 1748 году в связи с перенаселённостью города было принято решение о сносе казачьих домов и переселении казаков за город, в особо отведённые для их поселения места, на бугре, за речкою Луковкою. Здесь была основана станица, называемая ими первоначально Донской (так как все казаки были с Дона), а позже названную Казачебугровской. Датой основания станицы называют 1750 год, когда завершилось сюда переселение казаков. Жившие в этой станице казаки исполняли обязанности почтарей, и возили почту из Астрахани в Царицын, а также доставляли царские указы в Кабарду и Черкесск (Северный Кавказ). В 1750 году трёхсотенная команда была увеличена и переименована в Астраханский казачий полк.
В 1757 году освящена деревянная церковь во имя Донской Богородицы. В 1791 году построена новая церковь, в 1797 году сгоревшая от удара молнии. С преобразованием в 1804 году Астраханского казачьего полка в Астраханское казачье войско, в Казачебугровской станице был размещён войсковой штаб, полковое управление и также два лазарета (богадельни) для бедных казаков. В 1816 году построена каменная церковь.
Согласно списку населённых мест Астраханской губернии в 1859 году в станице Казачий Бугор (Казачебугровской) имелось 79 дворов, православная церковь, училище, лазарет, проживало 222 души мужского и 269 женского пола
После Октябрьской революции в связи с антисоветскими выступления казаков станица Казачебугровская была ликвидирована и переименована в поселок имени Фридриха Энгельса. Посёлок Фридриха Энгельса присоединен к городу в 1938 году.

## Население
| 1859 | 1904 | 1914 |
| ---- | ---- | ---- |
| 491  | 734  | 801  |